# Гамель, Георг
Гамель, Георг Карл Вильгельм (12 сентября 1877 года — 4 октября 1954 года) — немецкий математик и механик.
Георг Гамель родился в Дюрене, Рейнская Пруссия. Он учился в Аахене, Берлине, Гёттингене и Карлсруэ. Научным руководителем по его докторской работе был Давид Гильберт. В 1905 году он преподавал в Брно, в 1912 году — в Аахене, а в 1919 году — в Берлинском техническом университете. В 1927 году Г.Гамель изучил размерность пространства ключей для шифровального устройства Kryha. Он был приглашенным докладчиком на международных математических конгрессах в 1932 году в Цюрихе и в 1936 году в Осло. Он был автором нескольких важных трактатов по механике.
В 1938 году Г.Гамель стал членом Прусской академии наук, а в 1953 году — Баварской академии наук.
Г.Гамель умер в Ландсхуте, Бавария.

## Избранные публикации
- Über die Geometrieen, in denen die Geraden die Kürzesten sind, Göttigen: Dieterich'schen Universitäts-Buch-Druckerei, 1901 («Геометрии, в которых прямые линии являются кратчайшими», докторская диссертация Г.Гамеля, посвящённая четвёртой проблеме Гильберта. Весия может быть найдена в 57, 1903.)
- Lagrange-Euler'schen gleichungen der Mechanik, Leipzig: B.G. Teubner, 1903
- Eine Basis aller Zahlen und die unstetigen Lösungen der Funktionalgleichung f(x+y)=f(x)+f(y), Mathematische Annalen, 60, Leipzig: 459–462, 1905
- Elementare mechanik, Leipzig und Berlin: B. G. Teubner, 1912
- Grundbegriffe der Mechanik, Aus Natur und Geisteswelt,684. BDCHN., Leipzig, 1921{{citation}}:  Википедия:Обслуживание CS1 (отсутствует издатель) (ссылка)
- Integralgleichungen, Berlin: Springer, 1937[9]
- Komplexe Form der ebenen Bewegungsgleichungen zäher, inkompressibler Flüssigkeiten, Berlin: Verlag der Akademie der Wissenschaften, in Kommission bei W. de Gruyter, 1941
- Aufbau einer Theorie der Häute und der dünnen Schalen nach der Methode von Lagrange, Berlin: Akademie der Wissenschaften, in Kommission bei W. de Gruyter, 1944
- Theoretische Mechanik, Berlin: Springer, 1949[10]